# سرنگونی پادشاهی روم
سرنگونی پادشاهی روم یک انقلاب سیاسی در پادشاهی روم در ۵۰۹ پیش از میلاد بود که منجر به اخراج آخرین پادشاه روم، لوکیوس تارکوئینیوس متکبر، و استقرار نظام جمهوری روم شد.

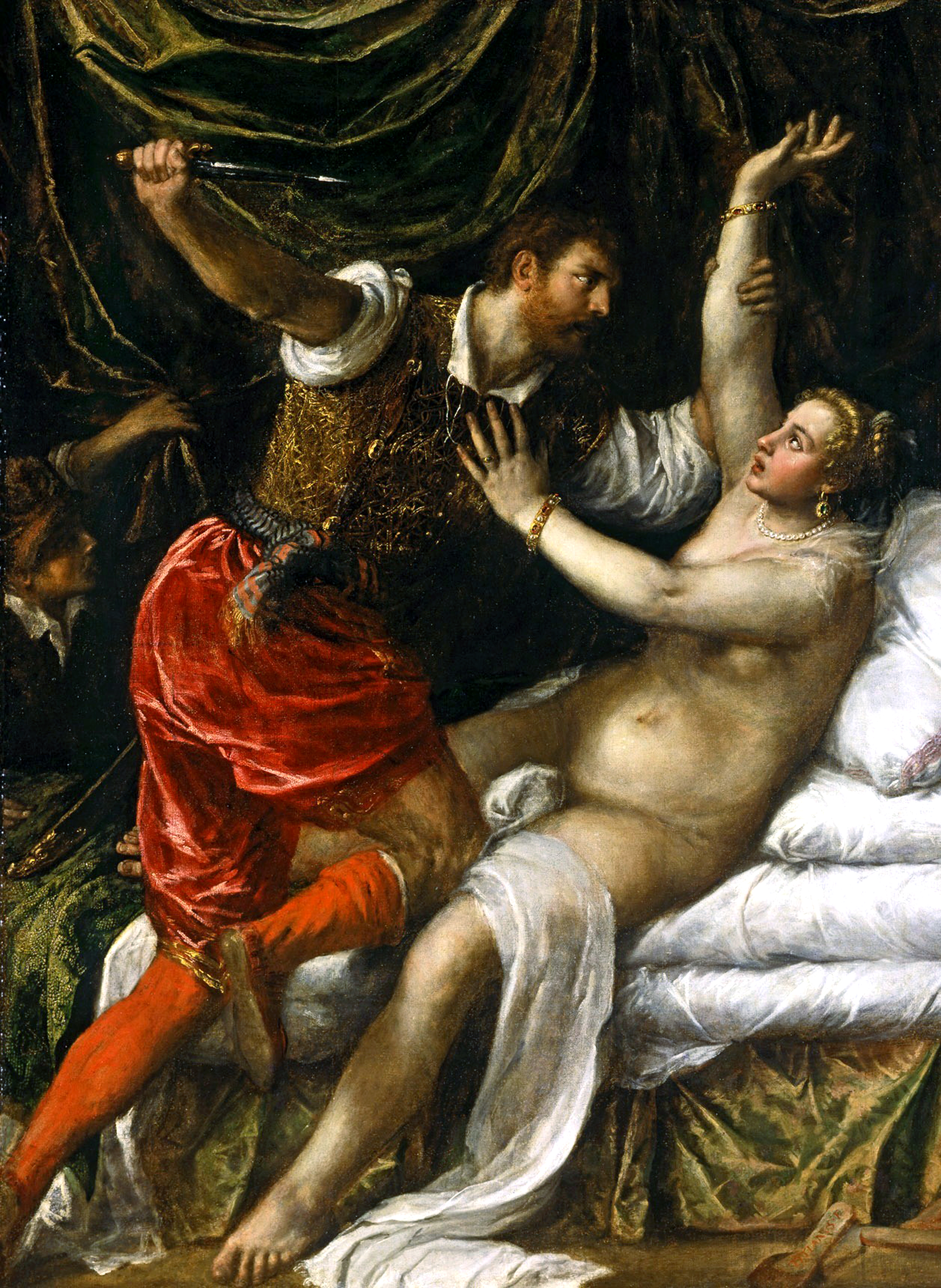
تجاوز سکستوس تارکوئینیوس به لوکرتیا، حادثه‌ای که منجر به خیزش مردم روم علیه پادشاهی تارکوئینیان شد. (اثر تیتسیانو وچلی)